# Аув'єти
Аув'єти (в'єт. Âu Việt, 甌越), також відомі як тейау (в'єт. Tây Âu, кит. трад. 西甌, піньїнь: Xī Ōu, акад. сіоу, буквально «західні оу») і племене об'єднання Намкионг (в'єт. Nam Cương) — конгломерація гірських племен, які жили на території, що включає північ сучасного В'єтнаму, захід Гуандуну і південь Гуансі з III ст. н. е. Столиця була розташована в сучасній провінції Каобанг Північно-Східного В'єтнаму.
Аув'єтами також називали і жителів царства Східне Оу (кит.: 东瓯国, в'єт. 東甌, трансліт. дуноу), нащадків населення удільного князівства Юе, що втекли у Фуцзянь після падіння роду Юе; іншим місцем їх втечі було Сіоу (кит. трад. 西甌, піньїнь: xīōu, буквально «західна чаша»). Західне Оу (в'єт. «Тейау») було населене племенами байюе (кит. трад. 百越, піньїнь: bǎiyuè, акад. байюе, буквально «сто юе»). Вони стригли волосся і чорнили зуби Вони вважаються предками тайськомовних народів В'єтнаму, зокрема, тхо і нунгів, а також споріднених їм чжуанів з Гуансі.

### Історія
Аув'єти торгували з лакв'єтами, мешканцями Ванлангу, який розташовувався в низовині, на південь від аув'єтських поселень. Сьогодні ця місцевість називається дельтою Червоної річки (Хонгхи) (в'єт. Đồng Bằng Sông Hồng, 垌平滝紅). У 258 році (за іншими даними — у 257 році) Тхук Фан (в'єт. Thục Phán, 蜀泮), вождь союзу племен аув'єтів, захопив Ванланг і переміг останнього хунгвионга. Тхук Фан назвав нову націю аулакцями і проголосив себе королем Ан Зионг-вионгом.
Династія Цінь завоювала царство Чу і об'єднала землі під назвою Наньюе (в'єт. Намв'єт), що призвело до втрати королівського статусу аув'єтів. Через деякий час, Цінь Ши Хуан-ді послав п'ятисоттисячну армію на завоювання Західного Оу. Через три роки партизанської війни володар Західного Оу був убитий. Перед заснуванням династії Хань Західне і Східне Оу знову отримали незалежність. Східне Оу було атаковане царством Міньюе (кит. трад. 閩越, спр. 闽越, піньїнь: mǐnyuè), і імператор У-ді дозволив аув'єтам втекти в долину між Янцзи і Хуайхе. Західне Оу платило данину Намв'єту, поки його не завоювали імператорські війська. Нащадки володарів Оу втратили свій статус, але в їхніх прізвищах залишаються ієрогліфи оу (кит.: 區, 歐).